# Kedungrejo (Malo)
Kedungrejo is een bestuurslaag in het regentschap Bojonegoro van de provincie Oost-Java, Indonesië. Kedungrejo telt 838 inwoners (volkstelling 2010).